# Liste gebürtiger Speyerer
Die Liste gebürtiger Speyerer enthält Personen, die in Speyer geboren wurden.

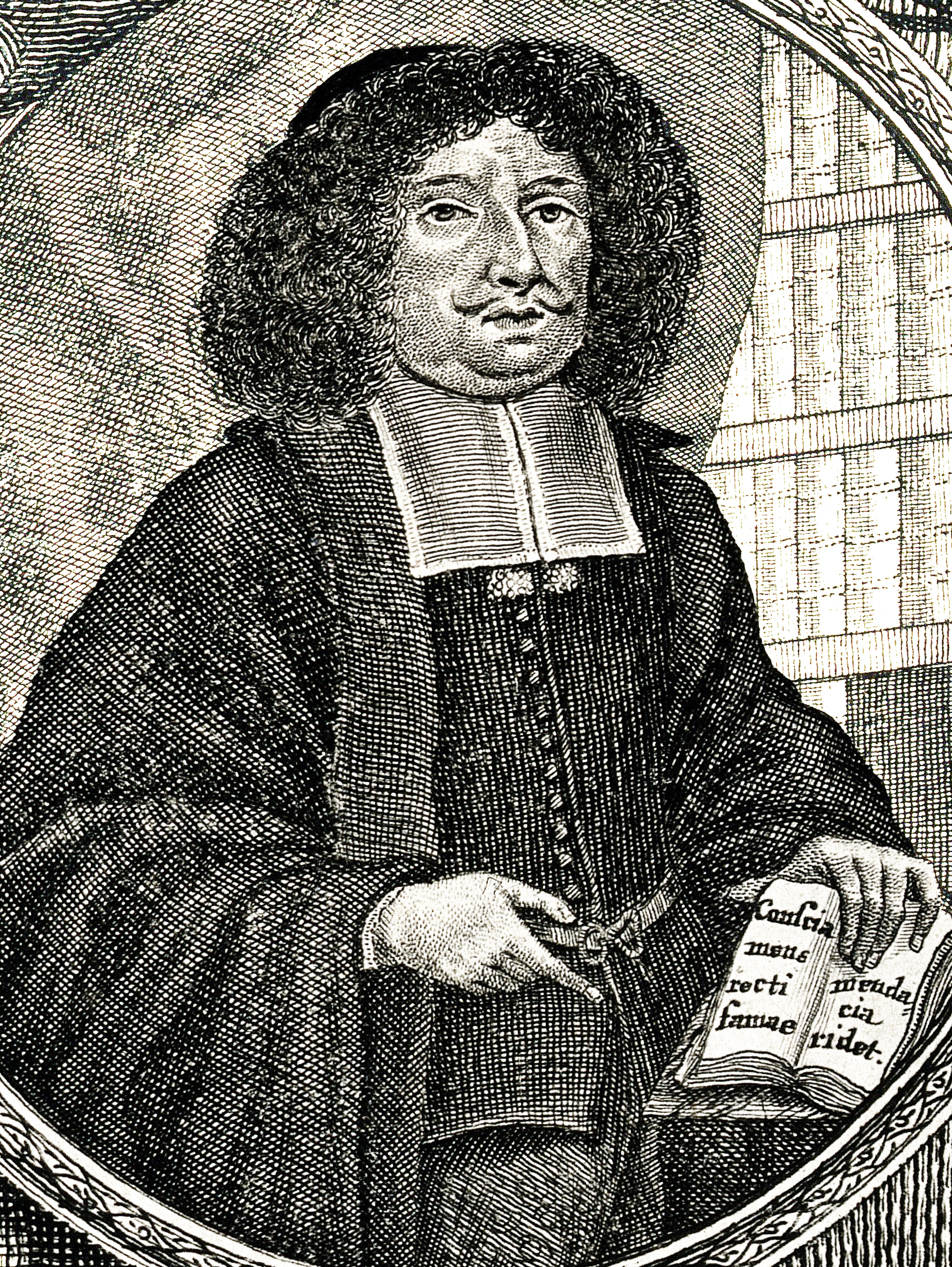
Johann Joachim Becher

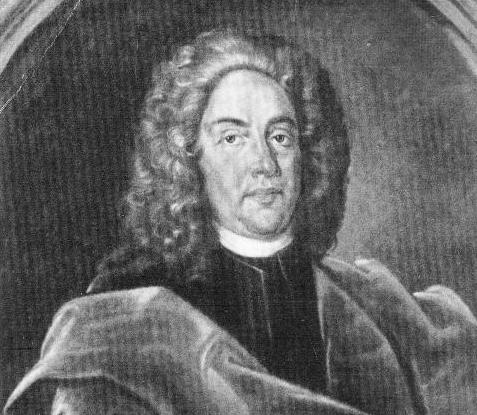
Erich Philipp Plönnies

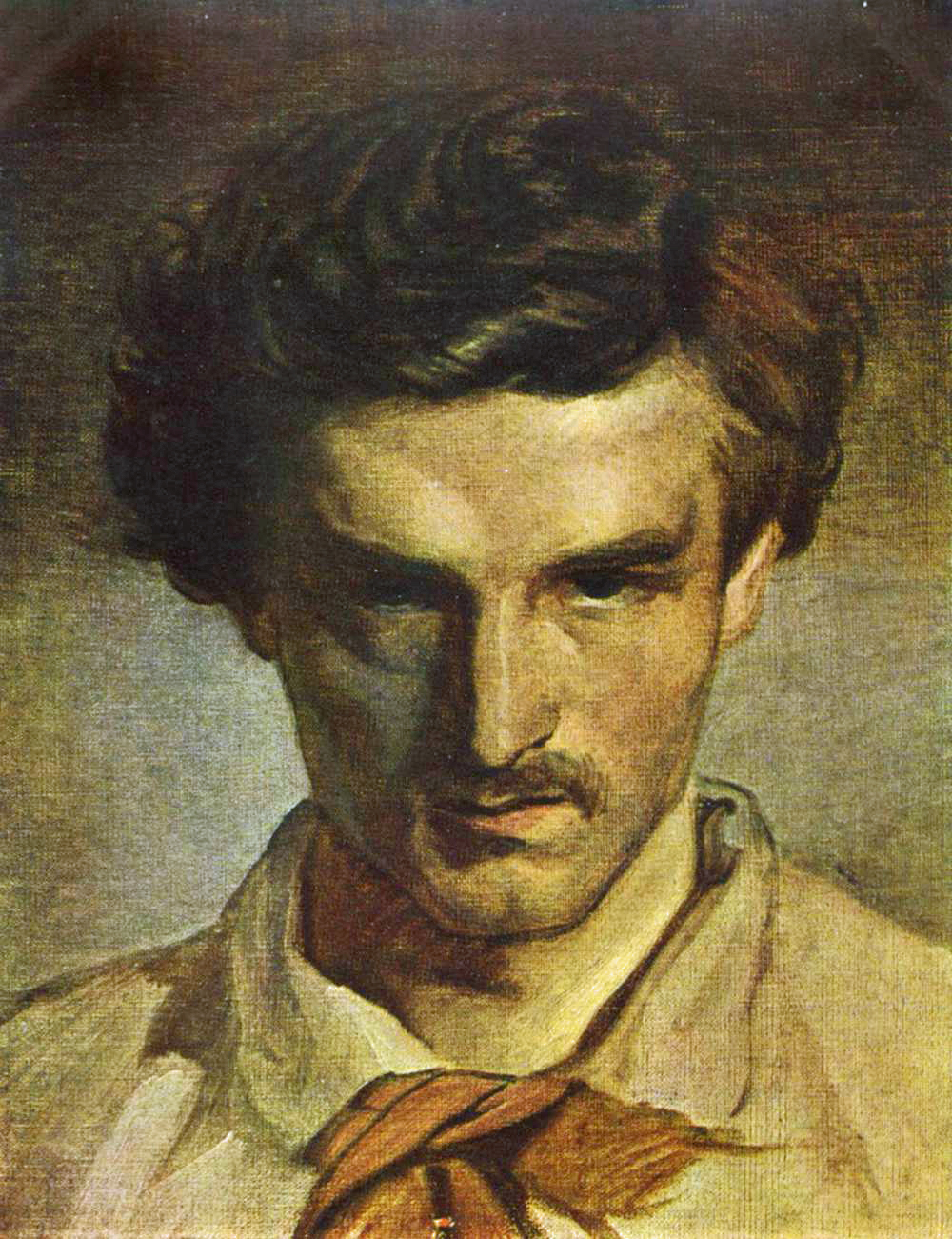
Anselm Feuerbach

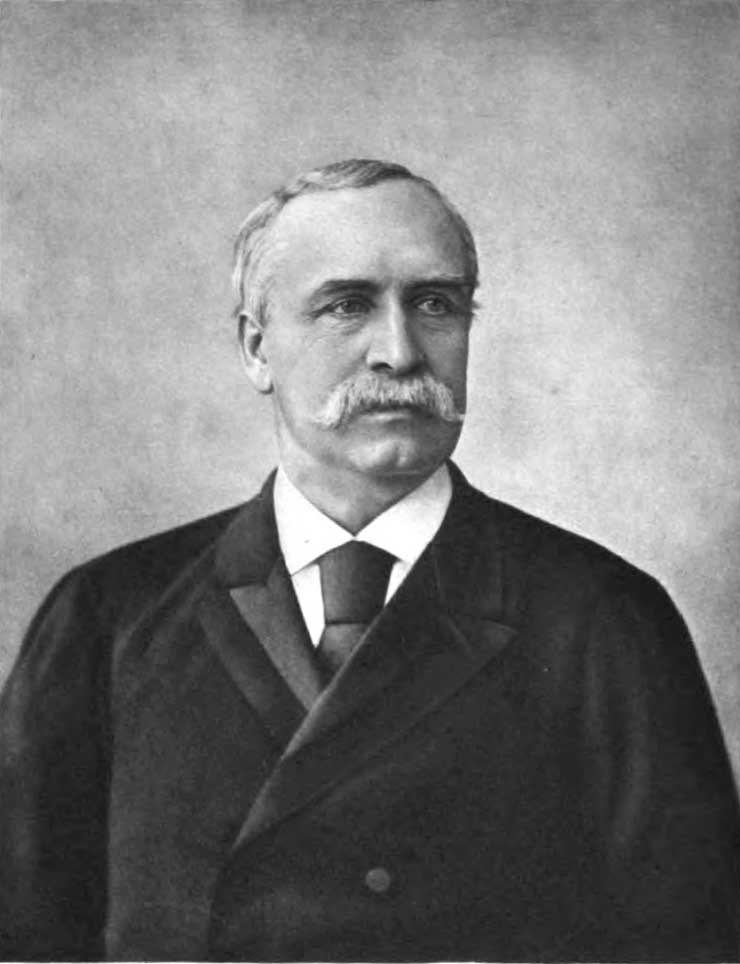
Henry Villard

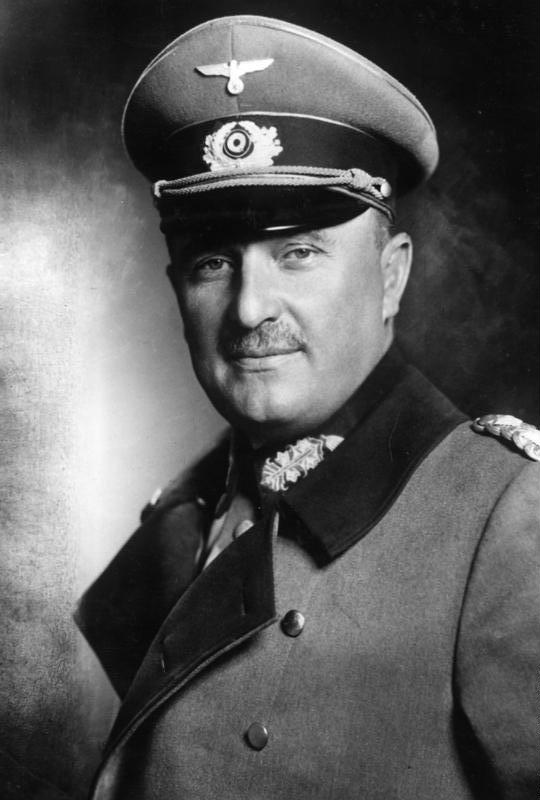
Karl Becker

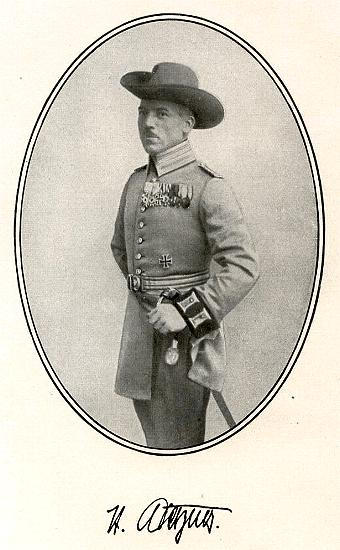
Hermann Detzner

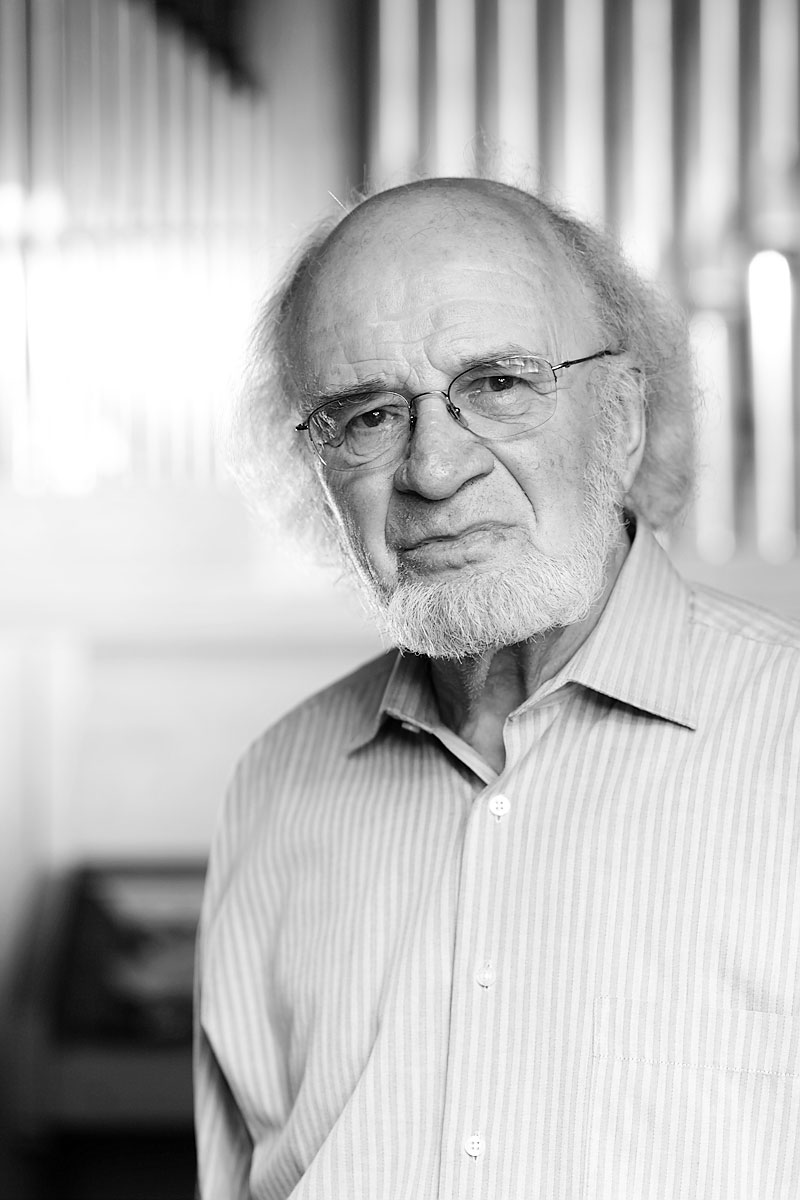
Ludwig Doerr

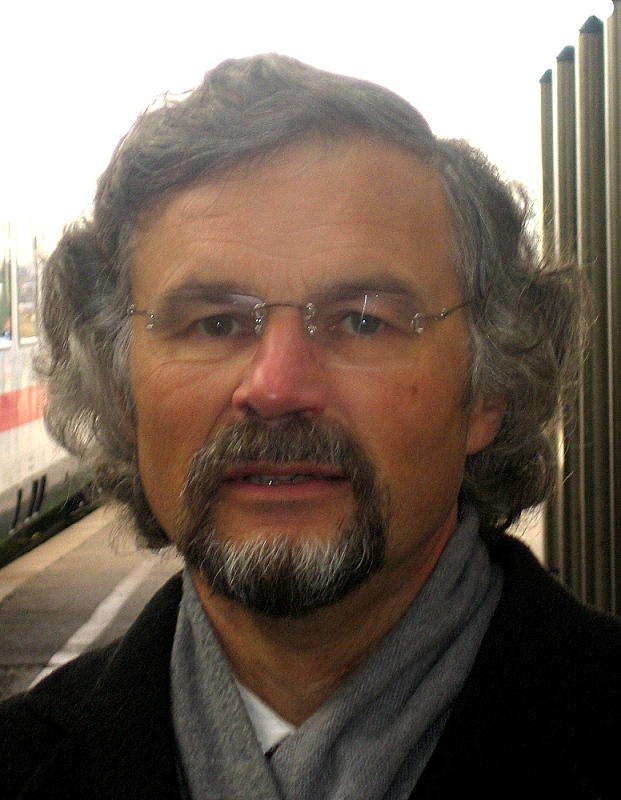
Hans-Joachim Ritter

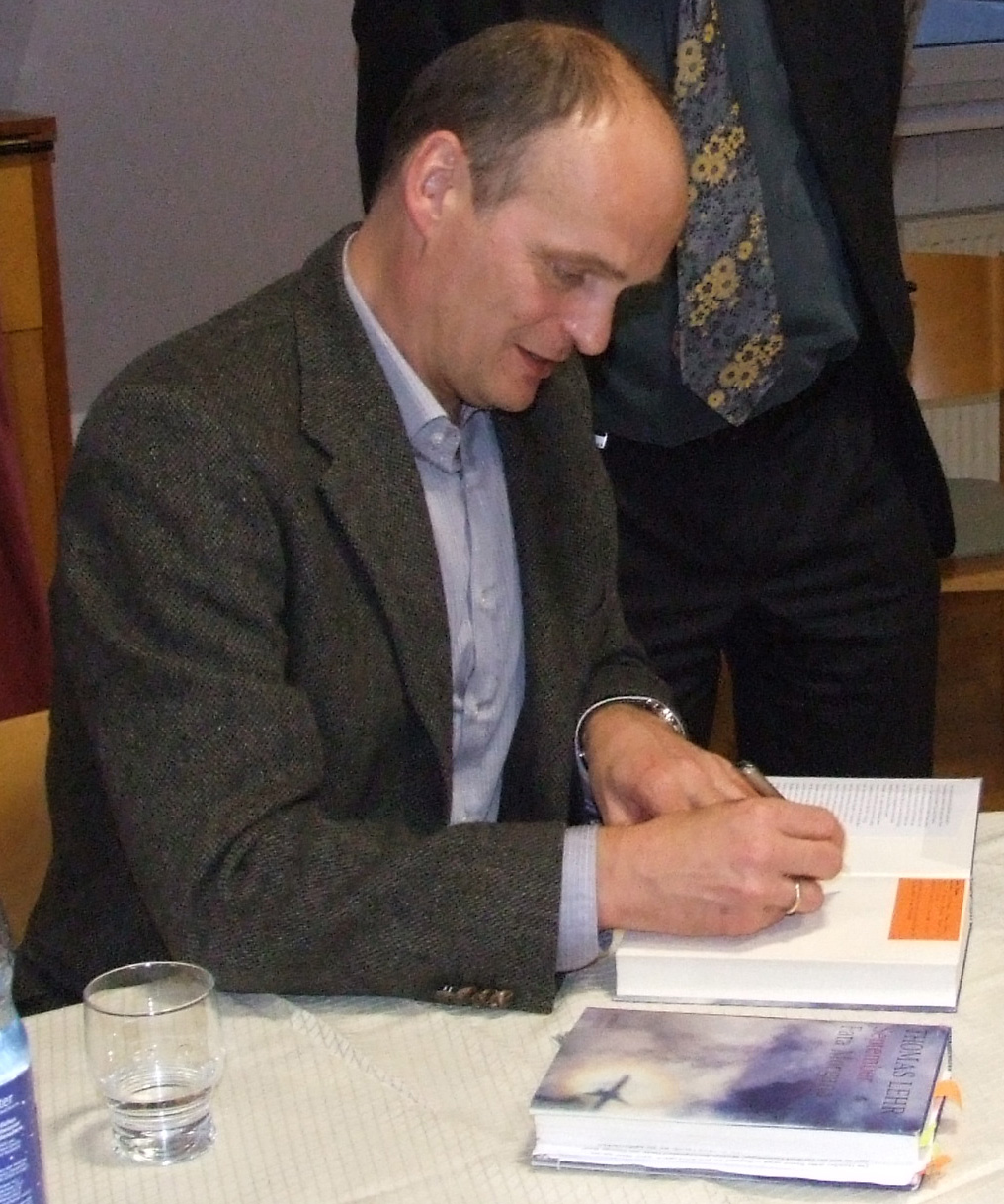
Thomas Lehr

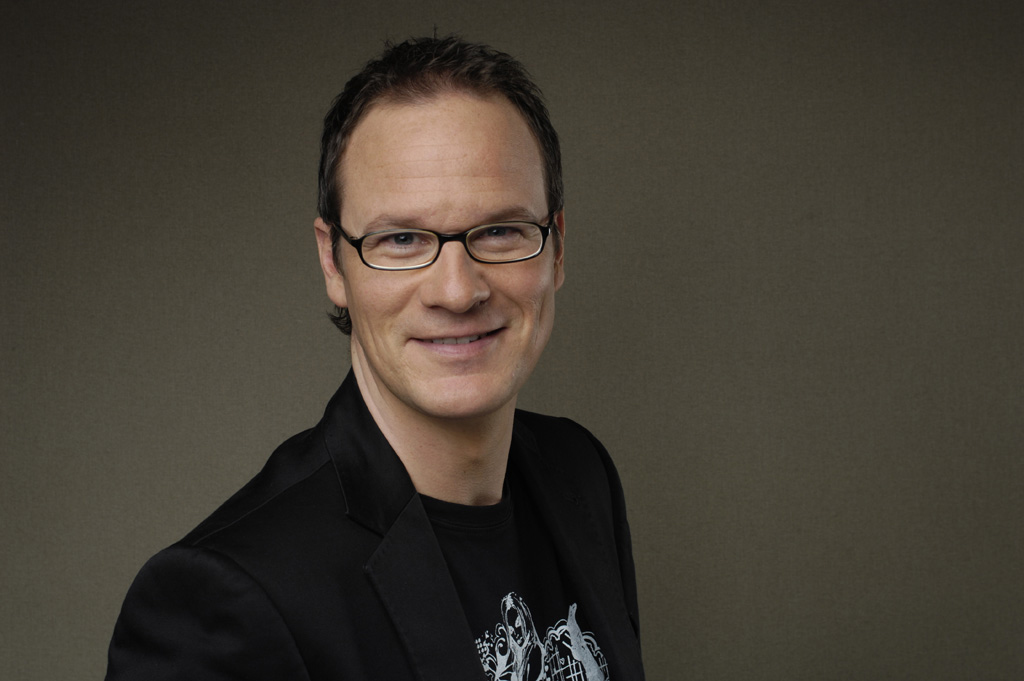
Thomas Bug

Elke Schall (geb. Wosik)

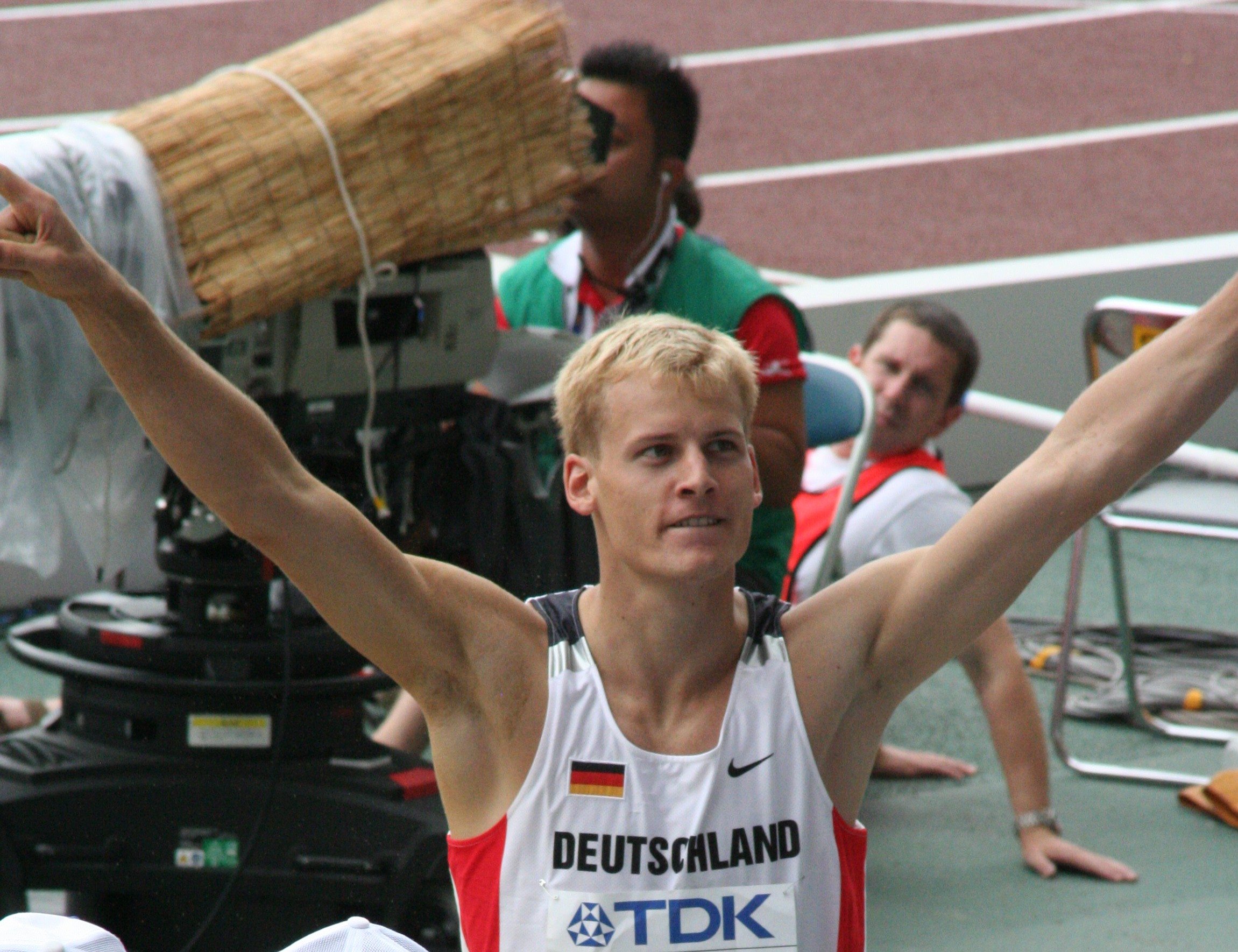
Christian Reif

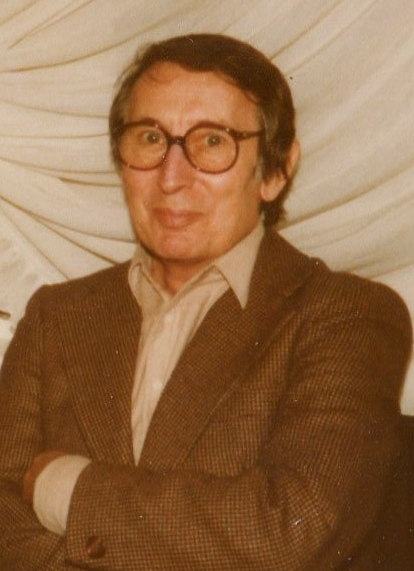
Hermann P. Reiser

## Jahrgänge bis 1600
- Samuel ben Qalonymus he-Chasid (nach 1096 – unbekannt), Exeget von Torah und Midrasch
- Cäsarius von Speyer (vor 1200 – um 1239), Gefährte des Hl. Franziskus,  erster deutscher Provinzial des Franziskanerordens
- Julian von Speyer (vor 1225 – um 1250), mittelalterlicher Chormeister, Komponist und Dichter aus dem Orden der Franziskaner
- Johannes de Spira († 1469/1470), erster Buchdrucker in Venedig
- Wendelinus de Spira (vor 1470–1477), Buchdrucker in Venedig
- Gabriel Biel (~1415–1495), scholastischer Philosoph
- Nikolaus Nievergalt (~1445–vor 1511), Maler und Ratsherr in Worms
- Peter Drach (1455/58–1504), Buchdrucker
- Philipp Adler (1461–1532), Kaufmann
- Matern Hatten (~1470–1546), Priester, Humanist und Anhänger der lutherischen Lehre
- Dietrich Gresemund (1477–1512), Autor
- Niklaus Oberacker (vor 1497–1538), Stück- und Glockengießer
- Georg Hohermuth von Speyer (≈1500–1540), Conquistador und Statthalter von Venezuela
- Ludwig Dietz (vor 1504 – 1559), Buchdrucker und Verleger
- Wilhelm Eisengrein (1543–1584), Jurist, Historiker und Kontroverstheologe; Chronist von Speyer
- Marcus zum Lamm (1544–1606), Jurist und Kurpfälzer Kirchenrat
- Theobald Mansharter (≈1570–1610), Stiftsdekan und Weihbischof in Speyer sowie Titularbischof von Daulia
- Johann Jakob Wolff von Todenwarth (1585–1657), Rat der Landgrafschaft Hessen-Darmstadt, kaiserlicher Rat und Gesandter beim Westfälischen Frieden
- Johann Georg Köberlin (*/† 16./17. Jh.), Jurist und Gesandter beim Westfälischen Frieden 1648
- Alwig von Sulz (1586–1632), Landgraf im Klettgau von 1616 bis 1628
- Egon VIII. (1588–1635), Reichsgraf von Fürstenberg-Heiligenberg
- Johannes Fugger (1591–1638), Herr zu Kirchheim in Schwaben und Schmiechen, Freiherr, später Graf, Kaufmann und Vorstand der älteren Kirchheimer Linie der Fugger
- Peter Kircher (1592–1629); Jesuit, Prediger und Hexenseelsorger in Bamberg
- Anton Wolff von Todenwarth (1592–1641), Kanzler in der Landgrafschaft Hessen-Darmstadt

## 17. und 18. Jahrhundert
- Johann Henrich Ursinus (1608–1667), lutherischer Theologe und gelehrter Schriftsteller
- Johann Georg von Merckelbach (~1609–1680), Hofrat
- Johann Sebald Fabricius (1622–1682), reformierter Geistlicher und Hochschullehrer
- Johann Joachim Becher (1635–1682), Alchemist
- Johann Adam Haßlocher (1645–1726), Geistlicher und Kirchenlieddichter
- Moritz Georg Weidmann (1658–1693), Verleger und Buchhändler
- Erich Philipp Ploennies (1672–1751), Mathematiker, Baumeister und Kartograph
- Damian Casimir von Dalberg (1675–1717), kaiserlicher Generalwachtmeister, Kommandeur des Hoch- und Deutschmeister Regiments
- Adolf von Dalberg (1678–1737), Fürstabt von Fulda
- Philipp Hieronymus Brinckmann (1709–1760), Landschafts- und Historienmaler sowie Kupferstecher
- Johann Friedrich Eisenhart (1720–1783), Jurist und Hochschullehrer
- Franz Conrad Linck (1730–1793), Bildhauer
- Christoph Lorenz Carame (1737–1809), katholischer Priester, Dekan (Oberhaupt) des Stifts St. Stephan zu Bamberg und Pro-Kanzler der Universität Bamberg
- Friedrich Wilhelm Spatz (1738–1803), theologischer Schriftsteller, evangelisch-lutherischer Pfarrer und einer der letzten reichsstädtischen Lehrer in Speyer
- Johannes Ruland (1744–1830), Maler, Zeichner und Kupferstecher
- Johann Adam Weiß (1751–1804), Metzger, Schriftsteller und letzter reichsstädtischer Bürgermeister von Speyer
- Carl Alexander Holtzmann (1759–1820), Kaufmann, Krappfabrikant, Bürgermeister der Stadt Speyer und Administrationsrat der Mainzer Republik
- Karl Klein (1769–1824), katholischer Priester, Seminarregens und Publizist
- Karl Wilhelm Becker (1772–1830), Numismatiker und Münzfälscher
- Johann Bernhard Spatz (1782–1840), Bauingenieur und Architekt im Dienste des Königreichs Bayern
- Ludwig Wilhelm Mülberger (1784–1848), Tuchfabrikant und Politiker
- Johann Gerhard Ruland (1785–1854), Maler, Zeichner und Lithograf
- Johann Wilhelm Petersen (1786–1863), französischer und bayerischer Verwaltungsbeamter
- Matthäus Bernatz (1800–1882), Wasserbauingenieur

## 19. Jahrhundert

### 1801 bis 1825
- Johann Martin Bernatz (1802–1878), Landschaftsmaler
- Friedrich Hetzel (1804–1886), Bankier
- Georg Friedrich Kolb (1808–1884), Verleger, Publizist und Politiker
- Georg Friedrich Blaul (1809–1863), Pfarrer und Dichter
- Carl Alexander Spatz (1810–1856), Jurist und Politiker
- Hermann Dick (1814–1880), Psychiater
- Otto Möllinger (1814–1886), Naturwissenschaftler, Kantonsschullehrer, Erfinder und Unternehmer
- Franziska Möllinger (1817–1880), Schweizer Fotografin und Daguerreotypistin
- Franz von Stengel (1817–1877), bayerischer Generalmajor
- Karl von Horn (1818–1896), bayerischer General der Infanterie
- Benedikt Zenetti (1821–1904), katholischer Priester, Benediktiner und Abt
- Karl Gayer (1822–1907), Forstwissenschaftler
- Ludwig Heydenreich (1822–1889), Jurist und Reichstagsabgeordneter
- August Mülberger (1822–1905), Tuchfabrikant und Politiker (NLP)
- Karoline Roos geb. Alwens (1822–1896), Tochter des pfälzischen Regierungspräsidenten Franz Alwens, Mordopfer
- Julius von Zenetti (1822–1905), bayerischer Verwaltungsbeamter
- Carl Adler (1823–1896), Jurist und Politiker (Nationalliberale Partei)
- Arnold Zenetti (1824–1891), Architekt, Oberbaurat und Vorstand des Münchner Stadtbauamtes
- Emmerich von Moers (1825–1889), Verwaltungsjurist und Kommunalbeamter in der Bayerischen Pfalz

### 1826 bis 1850
- Lioba von Hörmann (1828–1899), Priorin von Frauenchiemsee
- Anselm Feuerbach (1829–1880), Maler
- Friedrich Grohé (1830–1886), Mediziner
- Eduard von Sazenhofen (1831–1917), Gutsbesitzer und Reichstagsabgeordneter
- Richard von Neimans (1832–1858), Forschungsreisender in Afrika, Jurist und Orientalist
- Carl Jakob Christian Adolf Gerhardt (1833–1902), Internist und Leiter der Charité
- Karl Menzel (1835–1897), Historiker
- Henry Villard (1835–1900), Emigrant und Eisenbahnmagnat in den USA
- Andreas Scherpf (1837–1898), Komponist und Gesangspädagoge
- Wilhelm Sick (1837–1899), Apotheker und Politiker
- Wilhelm Spöhrer (1837–1917), Verwaltungsbeamter
- Hermann von Stengel (1837–1919), bayerischer Verwaltungsbeamter
- Joseph Philipp von Stichaner (1838–1889), Verwaltungsbeamter und Bezirkspräsident des Unterelsass.
- Ernst Voit (1838–1921), Physiker und Hochschullehrer
- Martin Greif (1839–1911), Dichter
- Carl Theodor Pohlig (1841–1921), Gymnasiallehrer und Kunsterzieher
- Joseph Wolff (1841–1903), Lyrischer Tenor, Konzert- und Opernsänger
- Wilhelm Meyer (1845–1917), klassischer Philologe, Mediävist und Bibliothekar
- Karl Ludwig Fickeisen (1849–1918), Holzhändler, Kommerzienrat und Mäzen

### 1851 bis 1870
- Jakob Rebmann (1851–1935), Priester
- Matthäus Haid (1853–1919), Geodät und Geophysiker
- Philipp Lichtenberger (1855–1918), Tabakfabrikant, Bürgermeister, MdR
- Albert Schuchardt (1855–1928), bayerischer Generalleutnant
- Carl Sick (1856–1929), Chirurg in Hamburg
- Otto Pfülf (1856–1946), Jesuit, Spiritual am Collegium Germanicum in Rom sowie Autor einiger großangelegter Biografien
- Karl Bindel (1857–1909), Bergsteiger und aktives Mitglied im Deutschen Alpenverein
- Wilhelm Ritter von Borscht (1857–1943), bayerischer Zentrumspolitiker
- Christian Eberhardt (1857–1939), Vorstandsmitglied des Nahrungsmittelunternehmens Knorr
- Georg Friedrich Schmitt (1859–1938), Unternehmer
- Sigmund Haller von Hallerstein (1861–1936), Arzt und Mitglied des Bayerischen Landtags
- Georg Lohr (1861–1945), Architekt und Oberbaurat
- Lina Sommer (1862–1932), Mundartdichterin
- Karl Friedrich Speck (1862–1939), bayerischer Staatsminister, MdR
- Franz Stützel (1862–1934), 2. Bürgermeister der Stadt Speyer (1924–1933, abgesetzt durch die NSDAP), Namensgeber der Franz-Stützel-Straße,  Bruder von Karl Stützel
- Felix Herzfelder (1863–1944), Rechtsanwalt und juristischer Fachbuchautor
- Alfons David (1866–1954), Reichsgerichtsrat
- Theodor Pfülf (1866–1953), bayerischer Verwaltungsbeamter und Jurist
- Eduard Stumm (1867–1920), Verwaltungsjurist und Bezirksamtmann in Germersheim

### 1871 bis 1880
- Wilhelm Kaufmann (1872–nach 1908), Kunstturner
- Wilhelm Matt (1872–1936), Oberbürgermeister von Aschaffenburg
- Karl Stützel (1872–1944), Politiker (BVP)
- Friedrich Voelcker (1872–1955), Chirurg
- Gottfried Ney (1874–1952), Konsul, Geschäftsträger der deutschen Generalkonsulate in Korea, Hankau und Shanghai
- Hermann Walther (1874–1941), Manager
- Paul Jäger (1875–1940), Landrat in Kempten (Allgäu) und Mitglied der bayerischen Kammer der Abgeordneten
- Theodor Harster (1876–1914), Jurist und Polizeibeamter
- Karl Purrmann (1877–1966), Maler
- Emil Altschüler (1879–1942), Arzt jüdischer Herkunft
- Eugen Bandel (1879–1948), Bankier
- Albert Becker (1879–1957), Historiker und Volkskundler
- Karl Becker (1879–1940), General der Artillerie, Ballistiker
- Georg Valentin Wambsganß (1879–1942), protestantischer Pfarrer in der Zeit des Nationalsozialismus
- Hans Purrmann (1880–1966), Maler, Grafiker, Kunstschriftsteller und Sammler

### 1881 bis 1890
- Eugen Hornstein (1881–1963), Verwaltungsjurist, Bezirksoberamtmann und Ministerialbeamter
- Georg Lang (1884–1944); Zeichner und Dichter und Finanzbeamter
- Ludwig Hartmann (1881–1967), Mundartdichter
- Hermann Detzner (1882–1970), Hauptmann der deutschen Schutztruppe in Deutsch-Neuguinea
- Georg Lang (1884–1944), Finanzbeamter, Dichter und Zeichner
- Franz Josef Walz (1885–1945), Offizier
- Wilhelm Wolfer (1885–1938), Landrat im Landkreis Sankt Ingbert
- Alexander Kreuter (1886–1977), Wirtschaftsjurist
- Rudolf Reeber (1887–1962), Kommunalbeamter
- Hermann Wintz (1887–1947), Gynäkologe, Geburtshelfer, Röntgenologe und Hochschullehrer
- Ludwig Weinacht (1888–1946), Ruderer
- Gustav Adolf König (1890–1963), Politiker

### 1891 bis 1900
- Karl-Adolf Hollidt (1891–1985), Heeresoffizier
- Walter Lichtenberger (1891–1979), Offizier im Ersten und Zweiten Weltkrieg
- Ludwig Mühe (1891–1958), Generalmajor der Polizei und Befehlshaber der Ordnungspolizei beim Höheren SS- und Polizeiführer
- Jakob Schultheis (1891–1945), Widerstandskämpfer gegen den Nationalsozialismus
- Otto Will (1891–1963), Generalleutnant der Wehrmacht
- Fritz Schönhöfer (1892–1965), Chemiker
- Theodor Süss (1892–1961), Rechtswissenschaftler
- Fritz Grimm (1893–nach 1960), Diplomingenieur und Präsident der Reichsbahndirektion Karlsruhe und der Bundesbahndirektion Saarbrücken
- Margarete Freudenthal, geborene David (1894–1984), deutschisraelische Soziologin
- Hermann Langlotz (1895–1964), Politiker (SPD)
- Peter Pfeiffer (1895–1978), Diplomat
- Hermann Moos (1896–1950), Schriftsteller, Komponist und Museumsleiter
- Georg Waldbott (1898–1982), Mediziner und Forscher
- Rudolf Trampler (1898–1974), Politiker (NSDAP)
- Luise Eildermann (1899–1986), Politikerin (KPD) und Frauenrechtlerin
- Willi Moos (1900–1981), Jurist und Politiker (NSDAP)
- Heinrich Rettig (1900–1974), Architekt und Hochschullehrer

## 20. Jahrhundert

### 1901 bis 1910
- Ludwig Dillmann (1902–1957), Pädagoge und Dichter
- Franz Bögler (1902–1976), Politiker (SPD)
- Hans Theodor David (1902–1967), Musikwissenschaftler
- Ludwig Kern (1902–1942), Bildhauer
- George John Dasch (1903–1991), Agent, der während des Zweiten Weltkrieges auf amerikanischem Boden landete (Operation Pastorius)
- Hermann Orth (1903–1968), Jurist
- Hans-Joachim von Reichert (1903–1991), Botschafter
- Karl Fischer (1904–1976), Politiker (BVP, CSU)
- Jakob Brendel (1907–1964), Ringer
- Werner Gürtner (1907–1991), Bildhauer
- Hans Keller (1908–1970), Völkerrechtler
- Josef Weber (1908–1985), Oberst der deutschen Wehrmacht
- Eberhard von Künsberg (1909–1945), Nationalsozialist, Jurist und Diplomat
- Theo Fehn (1910–1984), Pfarrer der Evangelischen Landeskirche der Pfalz sowie Glockenexperte und -sachverständiger

### 1911 bis 1930
- Karl Haas (1913–2005), bekannter US-amerikanischer Radio-Moderator
- Josef Doerr (1914–1999), Maler und Organist
- Hans Bruno Fay (1914–1981), Pilot und Bildhauer
- Hans-Christian Sarrazin (1914–2013), Arzt und Schriftsteller
- Karl Firsching (1915–1989), Jurist, Hochschullehrer und juristischer Fachbuchautor
- Raimund Hergt (1916–1997), Jurist und Diplomat
- Helmut Matheis (1917–2021), Kalligraf und Grafiker
- Luise Herklotz (1918–2009), Politikerin (SPD)
- Dieter Janz (1920–2016), Neurologe, Epileptologe und Hochschullehrer
- Helmut Bantz (1921–2004), Turner
- Alfred Cahn (1922–2016), Komponist und Organist
- Waldemar Leibmann (1923–2004), Verwaltungsjurist und Ministerialbeamter
- Hermann P. Reiser (1923–2004), Politiker (SPD)
- Ludwig Doerr (1925–2015), Organist
- Alexander Sand (1928–2013), Neutestamentler
- Ruth Zutt (1928–1987), Volkswirtin und Politikerin (SPD)
- Bertram Hartard junior (1929–1992), Politiker (CDU)
- Gabriel Kney (* 1929), Orgelbauer
- Manfred Kleiss (1930–2020), Meteorologe und Bibliothekar

### 1931 bis 1940
- Richard Christ (1931–2013), Schriftsteller und Publizist
- Karl Korz (1932–2016), Kommunalpolitiker
- Karl Hochreither (1933–2018), Organist, Dirigent und Autor
- Paul-Michael Weinspach (1935–2015), Ingenieurwissenschaftler
- Karl-Heinz Bender (1936–2017), Romanist
- Doris Bischof-Köhler (* 1936), Psychologin und Sozialwissenschaftlerin
- Paul Wieandt (1936–2007), Bankmanager
- Hartmut Schneider (* 1937), Professor für Psychotherapeutische Medizin
- Manfred Möller (1939–2022), Biochemiker, Forensischer Toxikologe und Hochschullehrer
- Hans H. Reich (1939–2019), Germanist
- Gerhart Aichert (1940–2021), Basketballfunktionär
- Jürgen Brecht (* 1940), Fechter
- Wolf Frobenius (1940–2011), Musikwissenschaftler und Hochschullehrer
- Gisela Gall (* 1940), Pädagogin und Mundartdichterin
- Pirmin Spieß (* 1940), Historiker
- Wolf Spitzer (1940–2022), Bildhauer
- Manuel Thomas (* 1940), Schriftsteller und Maler

### 1941 bis 1950
- Hans Dennhardt (* 1941), Architekt, Städtebauer und Hochschullehrer
- Hans Husel (* 1942), Konzeptkünstler, Multimedialist und Free-Jazz-Kurator
- Klaus Jung (1942–2018), Arzt und Hochschullehrer für Sportmedizin
- Eberhard Cherdron (* 1943), evangelischer Theologe
- Gerhard Vollmer (* 1943), Physiker und Philosoph
- Irmela Broniecki (1944–2019), Florettfechterin
- Benedikt Koehlen (* 1944), Pianist und Dozent am Richard-Strauss-Konservatorium München
- Jürgen Creutzmann (* 1945), Politiker (FDP)
- Helmut Erb (* 1945), Trompeter und Hochschullehrer
- Bernhard Schneeberger (1945–2015), Musikwissenschaftler, Geschäftsmann und Gründer des Agenda Verlags
- Martin Körbling (* 1946), Hämatologe, Hochschulprofessor
- Norbert Müller (1946–2022), Sporthistoriker und Professor an der Universität Mainz
- Arnold Wühl (* 1946), Künstler
- Karl Hermann Bolldorf (* 1948), Politiker (AfD)
- Bernhard J. Deubig (1948–2018), Politiker (CDU)
- Michael Hettinger (* 1948), Rechtswissenschaftler
- Werner Schineller (* 1948), Politiker (CDU)
- Bernd Kastenholz (* 1949), Maler und Grafiker
- Angelika Oehms (1949–1986), Künstlerin
- Hans-Joachim Ritter (* 1949), Diplom-Verwaltungswirt und Politiker (ÖDP)
- Elmar Worgull (* 1949), Bildender Künstler, Kunsthistoriker und Kunsterzieher.
- Kurt Andermann (* 1950), Historiker und Archivar
- Thomas Duttenhoefer (* 1950), Bildhauer
- Friederike Ebli (* 1950), Politikerin (SPD)
- Charlotte Kerner (* 1950), Schriftstellerin und Journalistin
- Claus Kretz (1950–2007), Jurist, Hochschullehrer und Politiker (CDU)
- Otto Reiland, (* 1950), Politiker (CDU), von 2014 bis 2019 Bürgermeister der Verbandsgemeinde Rheinauen

### 1951 bis 1960
- Bruno Brommer (* 1951), Diplomat
- Dieter Gummer (* 1951), Oberbürgermeister von Hockenheim
- Hans-Joachim Lang (* 1951), Journalist, Germanist, Historiker und Honorarprofessor
- Axel Schimpf (* 1952), Vizeadmiral der Deutschen Marine
- Jens-Paul Wollenberg (* 1952), Sänger, Dichter und Vortragskünstler
- Klaus Fresenius (* 1952), Sänger und Künstler
- Johannes Barthelmes (* 1953), Jazzmusiker und Fotograf
- Eberhard Bosslet (* 1953), Künstler
- Jean-Claude Capèle (1953–2017), Autor und Übersetzer
- Michael Heinlein (1953–2009), Künstler
- Manfred Scharfenberger (* 1953), Politiker (CDU)
- Roland Sturm (* 1953), Politikwissenschaftler
- Christian D. Wilhelm (* 1953), Pflanzenphysiologe
- Gabriele Boiselle (* 1954), Tierfotografin
- Bernd Engler (* 1954), Rektor der Universität Tübingen, Amerikanist und Literaturwissenschaftler
- Joachim Herrgen (* 1954), Germanist
- Karin Leydecker (1954–2020), Architekturkritikerin
- Dieter Mack (* 1954), Komponist, Musiker und Musikwissenschaftler
- Gerhard Fuchs (* 1955), Künstler
- Reinhard Oelbermann (1955–2019), Politiker (CDU) und MdL in Rheinland-Pfalz
- Otmar Sattel (* 1955), Bildhauer
- Matthias Jung (* 1956), Wahlforscher
- Wolf Mayer (* 1956), Pianist des Modern Jazz
- Konrad Dussel (* 1957), Medienhistoriker
- Thomas Lehr (* 1957), Schriftsteller und Hochschullehrer
- Bettina Degner (* 1958), Geschichtsdidaktikerin
- Wendela Horz (* 1969), Goldschmiedin, Sachverständige, Gemmologin und Diamantgraduiererin
- Clemens Körner (* 1959), Politiker (CDU)
- Reinhard Rael Wissdorf (* 1959), Schriftsteller und Musiker
- Jürgen Dluzniewski (* 1960), Hörspielautor und -regisseur
- Bernhard Kukatzki (* 1960), Historiker, Publizist und Politiker (SPD)
- Irmgard Münch-Weinmann (* 1960), Trägerin des Verdienstorden des Landes Rheinland-Pfalz
- Michael Wagner (* 1960), Politiker (CDU)

### 1961 bis 1970
- Thomas Jung (* 1961), Journalist
- Heike Neugebauer (* 1961), Leichtathletin
- Rainer Kensy von Echlin (* 1961), Agrarökonom und Investmentbanker
- Martina Zöllner (* 1961), Journalistin, Schriftstellerin, Fernsehredakteurin und -produzentin
- Achim Stadler (1961–2022), Radrennfahrer
- Harald Schneider (* 1962), Schriftsteller
- Werner Decker (* 1963), Deutschland-Geschäftsführer von American Express
- Kay Friedmann (* 1963), Fußballspieler
- Dagmar Gesmann-Nuissl (* 1963), Rechtswissenschaftlerin
- Horst Schmitz (* 1963), Basketballspieler und -trainer
- Thorsten Tornow (* 1963), Schriftsteller und Übersetzer
- Hansjörg Eger (* 1964), Politiker (CDU)
- Andreas Fath (* 1965), Chemiker
- Wolfgang Büchner (* 1966), Journalist
- Thomas Ott (* 1966), Geograph
- Bernhard Weinschütz (* 1966), Jurist und Politiker (Bündnis 90/Die Grünen)
- Lenelotte Möller (* 1967), Autorin, Übersetzerin und Gymnasiallehrerin
- Ralf Rehberger (* 1967), Basketballtrainer
- Bernd-Stefan Grewe (* 1968), Historiker und Hochschullehrer
- Birgit Roth (* 1968), Politikerin (SPD)
- Walter Feiniler (* 1968), Politiker (SPD)
- Matthias Rillig (* 1968), Biologe
- Frank Wingold (* 1968), Jazz- und klassischer Gitarrist
- Holger Grimm (* 1969), Bildhauer
- Alexander Kissler (* 1969), Literaturwissenschaftler, Kulturjournalist und Autor
- Markus Kranz (* 1969), Fußballspieler
- Thomas Bug (* 1970), Hörfunk- und Fernsehmoderator
- Martin Schall (* 1970), Basketballspieler

### 1971 bis 1980
- Christoph Bechmann (* 1971), Hockeynationalspieler
- Stéphan Bignet (* 1971), französischer Triathlet
- Stephan Meyer (* 1971), Rechtswissenschaftler
- Michael Schramm (* 1972),  Klassischer Philologe und Philosophiehistorike
- Anke Vondung (* 1972), Opernsängerin
- Alexis Bug (* 1973), Schauspieler, Regisseur und Autor
- Axel Hardt (* 1973), Brigadegeneral des Heeres der Bundeswehr
- Nicole Risse-Kaufmann (* 1973), Schauspielerin, Sängerin und Kabarettistin
- Elke Schall-Süß (* 1973), Tischtennisspielerin
- Olli Grau (* 1974), Kanute
- Daniel Born (* 1975), Politiker (SPD)
- Oliver Plaschka (* 1975), Fantasyautor
- Michael Scheurer (* 1975), Bahnradsportler
- Sandra Steinbach (* 1975), Schauspielerin
- Tino Oac (* 1976), Sänger und Mitglied der Band Söhne Mannheims
- Christopher Bremus (* 1976), Filmmusik-Komponist und Musiker
- Matthias Steffan (* 1976), Politiker
- Matthias Debus (* 1977), Jazzmusiker
- Johannes Kaleschke (* 1977), Sänger (Tenor), SWR Vokalensemble Stuttgart
- Patrick Kunz (* 1977), Politiker (FW)
- Ralf Schmitt (* 1977), Fußballspieler
- Markus Zwick (* 1977), Politiker (CDU)
- Carl Mbassa (* 1978), Basketballspieler
- Christian Patrick Schaaf (* 1978), Humangenetiker und Professor
- Simone Weiler (* 1978), Schwimmerin
- Jan Wieland (* 1978), Basketballspieler
- Rainer Faus (* 1979), Autor, Wahlforscher, Meinungsforscher und Politikberater
- Branko Klepac (* 1979), Basketballspieler
- Silke Schmitt-Makdice (* 1979), Politikerin (SPD)
- Ruben Johannes Sturm (* 1979), Organist und Komponist
- Isabella Eckerle (* 1980), Virologin
- Frank Giordano (* 1980), Radioonkologe und Hochschullehrer an der Universität Bonn
- Jochen Kühner (* 1980), Leichtgewichtsruderer
- Martin Kühner (* 1980), Leichtgewichtsruderer
- Sarah Stricker (* 1980), Journalistin und Schriftstellerin

### 1981 bis 1990
- Matthias Joa (* 1981), Politiker (AfD)
- Andrea Glasauer (* 1983), Basketballspielerin
- Stefanie Seiler (* 1983), Politikerin (SPD), Oberbürgermeisterin von Speyer
- Matthias Langkamp (* 1984), Fußballspieler
- Hannah Neumann (* 1984), Politikerin (Bündnis 90/Die Grünen)
- Christian Reif (* 1984), Weitspringer
- Hüseyin Cinkara (* 1985), Boxer
- Ann Kathrin Ast (* 1986), Autorin
- Stefan Hornbach (* 1986), Autor und Schauspieler
- David McCray (* 1986), Basketballspieler
- Benjamin Peifer (* 1986), Koch
- Susanne Maria Schwarz (* 1986), deutsch-schweizerische klassische Pianistin und Klavierpädagogin
- Andreas Sturm (* 1986), Politiker (CDU) und Autor
- Alona Hertha (* 1987): Model, Playmate und Schauspielerin
- Nikolai Mohr (* 1987), Stuntman und Schauspieler
- Eva-Maria Obermann (* 1987), Literaturwissenschaftlerin und Schriftstellerin
- Manuel Zerwas (* 1987), Pädagoge und Autor
- Florian Krebs (* 1988), Fußballspieler
- Sebastian Langkamp (* 1988), Fußballspieler
- Lars Stindl (* 1988), Fußballspieler
- Denis Thum (* 1988), Kartfahrer
- Elias Harris (* 1989), Basketballspieler
- Miriam Ast (* 1989), Jazzmusikerin
- Jonas Marz (* 1989), Fußballspieler
- Gianluca Korte (* 1990), Fußballspieler
- Raffael Korte (* 1990), Fußballspieler

### 1991 bis 2000
- Denni Djozic (* 1991), Handballspieler
- Jasmin Grabowski (* 1991), Judoka
- Madeleine Becker (* 1992), Autorin, Landwirtin und Bloggerin
- Lena Feiniler (* 1993), Handballspielerin
- Gamze Senol (* 1993), Schauspielerin
- Lukas Baum (* 1995), Mountainbiker
- Samira Brand (* 1995), Handballspielerin
- Sebastian Heck (* 1995), Basketballspieler
- Tom Jansen (* 1998), deutsch-niederländischer Handballspieler
- Sebastian Trost (* 1998), Handballspieler
- LukasBS (* 1999), Webvideoproduzent, Sänger und Kinderbuchautor
- Pierre Preto (* 1999), Eishockeyspieler
- Katharina Hechler (* 2000), Radsportlerin

## 21. Jahrhundert
- Philipp Preto (* 2001), Eishockeyspieler
- Tim Streib (* 2001), Ruderer
- Brajan Gruda (* 2004), deutsch-albanischer Fußballspieler
- Max Weiß (* 2004), Fußballtorwart
- Tino Kaufmann (* 2005), Fußballspieler